# Shu'aib (profeet)
Shu'aib of Suayb (Arabisch: شعيب) is in de islam een profeet en boodschapper die door God werd gezonden naar het volk van Midjan. Shu'aib is een van de profeten wier naam in de Koran voorkomt. Hij is in het jodendom en christendom bekend als Jetro (Jethro).
De profeet Shu'aib was de zoon van Mika'il, een van de kleinkinderen van de boodschapper Ibrahim. Zijn moeder kwam uit het nageslacht van de dochter van de profeet Lut. Er zijn ook overleveringen dat Shu'aib en de profeet Ayyub neven zouden zijn.
God gaf aan Shu'aib geen boek of bladeren. Hij las de bladeren die aan de profeten Adam, Sheeth, Idris, Nuh en aan Ibrahim waren neergezonden en verkondigde op basis daarvan tot het volk van Midjan Gods boodschap.
Shu'aib was een groot redenaar en probeerde de ongelovigen van Midjan met mooie woorden en daden te verlichten met Gods boodschap. Hij wordt daarom ook Hatib-ul-Enbiya genoemd, hetgeen de "redenaar van de profeten" betekent. Hij was tevens de schoonvader van de boodschapper Musa, aangezien zijn dochter Safura met de profeet Musa was getrouwd.
In de Koran wordt zijn roeping tot zijn volk Midjan beschreven. Hierin waarschuwt Shu'aib zijn volk om eerlijk te zijn tegenover andere mensen en hun rechten te respecteren om de verdoemenis van God niet te krijgen. Zijn volk nam hem niet serieus en bedreigde hem met de dood. Hierop vernietigde God het volk van Midjan.
De profeet Shu'aib emigreerde hierop met zijn volgelingen naar Mekka en bleef daar leven tot zijn dood. Tegen het einde van zijn leven werd hij blind en leefde zo totdat hij stierf.